# Den blå sangbog
Den blå sangbog var Sønderjyllands sangbog frem til 1946, hvor den blev afløst af højskolesangbogen. Den blå sangbog udkom i 20 oplag. Den første udgave udkom i 1867, lige efter de slesvigske krige. Efter 1946 udgav Sprogforeningen et sønderjysk tillæg til højskolesangbogen med sange fra den blå sangbog, som var udeladt i højskolesangbogen.
Sangbogens stigende popularitet førte til, at nogle af sangene blev forbudt i den tyske tid. Det kunne dreje sig om danske nationalsange, f.eks. "Det haver så nyligen regnet", men også hjemstavnssangen: "Goj avten i dræenge" og den norske Jeg vil værge mit land eller Brorsons Her vil ties her vil bies. Sangbogen havde derfor blanke sider, hvorpå folk selv kunne skrive de forbudte sange. 